# Halálfutam
A Halálfutam (eredeti cím: Death Race) 2008-ban bemutatott amerikai akciófilm, melyet Paul W. S. Anderson rendezett. A főbb szerepekben Jason Statham, Tyrese Gibson és Joan Allen látható. A film az 1975-ös Death Race 2000 előzménytörténete.
A 2008. augusztus 22-én bemutatott filmet három DVD-n kiadott folytatás követte: Halálfutam 2. (2010), Halálfutam: A pokol tüze (2013) és Halálfutam: Totális anarchia (2018).

## Cselekmény
2012-re az USA gazdasága összeomlott, a magas bűnözés miatt pedig elterjednek a magánbörtönök. Az emberek egy brutális, halálfutam nevű sportért rajonganak. A halálfutamokat a Terminál szigetbörtön fegyencei vívják, fegyverekkel felszerelt autókkal versenyeznek egymással három napon át, mialatt az eseményeket internetezők ezrei követhetik figyelemmel. A versenyen nincsenek szabályok, a sofőrök a földön lévő "Pajzs" illetve "Kard" jelzéseken áthaladva aktiválhatják fegyvereiket.
Jensen Armes egykori fegyenc, gyári munkás egyik pillanatról a másikra munkanélküli lesz. Nem sokkal ezután feleségét valaki meggyilkolja házukban, a nyomok pedig arra utalnak, Jensen a tettes. Csecsemő kislánya, Piper nevelőszülőkhöz kerül, a férfit pedig fél év múlva a Terminál szigeti börtönbe helyezik át. Claire Hennessey igazgatónő ráveszi, álljon a nem sokkal ezelőtt elhunyt halálfutamok sztárjának, Frankeinsteinnek a helyére, cserébe egy győzelemmel elnyeri szabadságát. Jensen így a három szerelővel, Főnökkel, Listással és Lövésszel készül fel a legközelebbi versenyre. Több rabbal is összetűzésbe kerül, leginkább a bandavezér Pachenkóval.
A halálfutamon tíz fegyenc indul, köztük a Frankeinstein maszkja mögé bújt Jensen. Vele szemben áll elszánt ellenfele, a homoszexuális Géppuska Joe, Pachenko, a pszichopata Grimm, a Triádok egyik vezetője, 14Gyilkosság és a börtön egyik legjobb sofőrje, Travis Colt. A verseny kezdetét veszi, a második körtől pedig aktiválódnak a fegyverek is. Grimm kihasználja az alkalmat és egy "Halál" jelzésen áthaladva végez egyik ellenfelével. 14Gyilkosság kilövi őt rakétáival, a roncsból kiszálló férfit pedig elgázolja Géppuska Joe. Jensen és szépséges navigátora, a női börtönből átszállított Elizabeth kocsijának fegyverei nem működnek, azonban az életükre törő Coltot a napalm és egy darab öngyújtó segítségével felgyújtják, ezzel kiejtik a versenyből. Az első futam véget ér, hét sofőr maradt versenyben.
Jensen a futam során megfigyeli, hogy Pachenko ugyanazt a kézmozdulatot használja, melyet felesége gyilkosa is használt. Követni kezdi a férfit, ám az egy elhagyatott helyen csapdába csalja és bandájával együtt rátámad. Jensen segítségére végül a szerencsétlenkedő Listás siet, így sikeresen felülkerekednek támadóikon. Pachenko legyőzöttként elárulja, az egyik börtönparancsnokkal, Ulrich-kal követte el a gyilkosságot. Hennessey parancsára tették, célja pedig az volt, hogy Jensen ebbe a börtönbe kerüljön és induljon a versenyeken. Végül a helyszínen Ulrich és még néhány fegyőr jelenik meg, akik sokkolókkal elválasztják a két felet.
A másnapi versenyen Jensen egy füstfelhőt képezve sikeresen kilöki Pachenko kocsiját a pályáról. Kiszállva járművéből eltöri felesége gyilkosának nyakát, aztán folytatja a küzdelmet. Váratlanul egy gépfegyverekkel és rakétákkal felszerelt kamion tör be a pályára, és kiiktat három versenyzőt, köztük 14Gyilkosságot. A hatalmas járgányt a két utolsó sofőr, Jensen és Géppuska Joe – akinek a történtek során két navigátora is meghalt – teszik ártalmatlanná, méghozzá egy "Halál"-csapdába csalogatva.
Közeleg az utolsó futam, Jensen pedig tudja: győzelme esetén Hennessey nem engedné szabadon, hanem megölné. Felkeresi Géppuska Joe-t, és beavatja őt egy szökési tervbe. Másnap eljön a végső verseny ideje, Ulrich ez alkalomból egy bombát rejt Jensenék autója alá. A futamon Hennessey nagy örömére a két versengő fél elszántan kezd harcolni egymással, ám váratlanul mindketten megindulnak a sziget kijárata, a híd felé. Ulrich hiába aktiválja a bomba távirányítóját, az nem működik. A börtönt mindkét sofőr sikeresen elhagyja, noha Joe navigátorát kilövik az őrök. Elizabeth feladja magát, feltartva a hatóságokat, akik elől Jensen és Joe egy tehervonaton elbújva elmenekülnek. Főnök ez idő alatt elrejti az Ulrich autóról leszedett bombáját, mellyel felrobbantja annak tulajdonosát és Hennessey-t.
Fél évvel a történtek után Jensen Piperrel, Géppuska Joe-val és a frissen szabadult Elizabeth-tel éli életét Mexikóban.

## Szereplők
| Szerep                                   | Színész           | Magyar hang     |
| ---------------------------------------- | ----------------- | --------------- |
| Jensen Armes / "Frankenstein"            | Jason Statham     | Epres Attila    |
| Géppuska Joe                             | Tyrese Gibson     | Sótonyi Gábor   |
| Hennessey börtönigazgató                 | Joan Allen        | Spilák Klára    |
| Mr. T. Ulrich parancsnok                 | Jason Clarke      | Czvetkó Sándor  |
| Elizabeth Case, Frankeinstein navigátora | Natalie Martinez  | Csondor Kata    |
| Pachenko                                 | Max Ryan          | Seder Gábor     |
| Hector "Kaszás" Grimm                    | Robert LaSardo    | Katona Zoltán   |
| Travis Colt                              | Justin Mader      |                 |
| 14Gyilkosság (14K)                       | Robin Shou        | eredeti nyelven |
| Főnök, autószerelő                       | Ian McShane       | Végvári Tamás   |
| Listás, autószerelő                      | Frederick Koehler | Elek Ferenc     |
| Lövész, autószerelő                      | Jacob Vargas      | Molnár Levente  |
| Frankeinstein (hangja)                   | David Carradine   |                 |

## Kapcsolódó filmek
A 2008-as filmet három folytatás követte, ezek mindegyike előzménytörténet és csak DVD-n jelent meg: Halálfutam 2. (2010), Halálfutam: A pokol tüze (2013) és Halálfutam: Totális anarchia (2018). A filmeket Roel Reiné rendezte, a főbb szerepekben Luke Goss, Tanit Phoenix, Danny Trejo és Ving Rhames látható.
Az eredeti film szereplői közül a második és harmadik részben csupán Listás (Frederick Koehler) és 14Gyilkosság (Robin Shou) szerepel. A 2018-ban bemutatott negyedik részben már csak Listás tűnik fel.

## Fordítás
- Ez a szócikk részben vagy egészben  a   Death Race (2008 film) című angol Wikipédia-szócikk fordításán alapul.  Az eredeti cikk szerkesztőit annak laptörténete sorolja fel. Ez a jelzés csupán a megfogalmazás eredetét és a szerzői jogokat jelzi, nem szolgál a cikkben szereplő információk forrásmegjelöléseként.